# Енчо Багаров
Енчо Христов Ба̀гаров (18 юни 1925 – 13 декември 1963) е български актьор, драматург и режисьор, един от създателите на Сатиричен театър „Алеко Константинов“ през 1956 г.

## Биография
Роден е в Сопот на 18 юни 1925 г. Учи в Държавното висше театрално училище при Стефан Сърчаджиев и Боян Дановски.
През средата на 40-те години работи в радио „София“. Уволнен е след като по невнимание в ефир прозвучава забранената по това време песен „Боже, пази Царя“. През 1947 г. създава Театъра на трудовата повинност, който ръководи до 1956 г. В периода 1956 – 1963 г. е актьор в Държавния сатиричен театър.
След проведен кастинг за театъра, Багаров слага началото на кариерите на Георги Парцалев, Саркис Мухибян, Наум Шопов и други. През 1956 г. Багаров става един от създателите на Сатиричния театър.
Двамата с Парцалев създават скечов репертоар, който играят из цялата страна.
Енчо Багаров загива на 38 години при автомобилна катастрофа в Самоков на 13 декември 1963 г.

## Роли
Енчо Багаров освен в театъра участва и в радиоспектакли и в естрадата. По-значими негови роли са:
- Герчо Герчев – „Тайни“ от Петър Славински;
- Франк V – „Франк V“ от Фридрих Дюренмат;
- Краля – „Кралят отива на война“ от Борис Априлов;
- Исак Белведонски – „Баня“ от Владимир Маяковски.
- Дванайсетте стола – по Илф и Петров
- Побеснялото агне – Аурел Баранга
- Криво седи – право съди! – естрадно-сатиричен спектакъл от Нейчо Попов и Енчо Багаров
- Дървеница - Владимир Маяковски
- Предложение. Сватба. Юбилей – Антон Чехов
- Главата на другите - Марсел Еме
- Чичовци - Иван Вазов
- Удържимият възход на Артуро Хи - Бертолт Брехт
- Когато розите танцуват – Валери Петров
- Импровизация – Валери Петров и Радой Ралин
- Михал Мишкоед. Кандидати на славата. – Сава Доброплодни и от Иван Вазов

Той е автор и постановчик на спектаклите „ДДТ“ и „Дядо, баба, мама, татко и ние“, които играе заедно с Нейчо Попов.